# Looking Back to Yesterday

Capa d álbum.

Looking Back to Yesterday é uma coletânea de 1986 com faixas de Michael Jackson e os Jackson 5. Como parte da série-nunca-antes-lançada da Motown, todas as canções eram inéditas, exceto "Love's Gone Bad" e "I Was Made To Love Her", versões alternativas foram lançadas em 1979, parte da compilação da Motown, Boogie.
O álbum foi relançado em agosto de 1991 e re-intitulado Looking Back To Yesterday:A Young Michael e vendeu mais de meio milhão de cópias. Foi relançado novamente como parte de Hello World: The Motown Solo Collection em 2009 .

## Faixas
1. When I Come Of Age
2. Teenage Symphony
3. I Hear A Symphony
4. Give Me Half A Chance
5. Love’s Gone Bad
6. Lonely Teardrops
7. You're Good For Me
8. That's What Love Is Made Of
9. I Like You The Way You Are (Don’t Change Your Love On Me)
10. Who’s Lookin’ For A Lover
11. I Was Made to Love Her
12. If’n I Was God

## Singles
Love's Gone Bad (Lançado como single promocional no Canada)